# Róger Gómez
Róger Gómez Tenorio (Palmar Sur, 7 de fevereiro de 1965) é um ex-futebolista profissional e treinador costarriquenho, que atuava como meia.

## Carreira
Róger Gómez fez parte do elenco da Seleção Costarriquenha de Futebol da Copa do Mundo de 1990. 